# Geotrupes stercorarius
Lo scarabeo stercorario (Geotrupes stercorarius Linnaeus, 1758) è un coleottero che fa parte della famiglia delle Geotrupidae.

## Abitudini
Gli scarabei stercorari creano pallottole di sterco per facilitare il trasporto del cibo verso un nascondiglio. Le pallottole di sterco fungono da riserva di cibo o da protezione per le uova.
Quando si spostano, gli scarabei stercorari tendono a muoversi in linea retta, orientandosi con la luce emessa dalla Via Lattea. Se incontrano un ostacolo, cercano di superarlo scavalcandolo, ma mantengono la stessa direzione.
La natura delle interazioni sociali tra gli scarabei stercorari è oggetto di discussione. Inizialmente si riteneva che questi insetti cooperassero tra di loro nella costruzione, nel trasporto e nel consumo delle pallottole di sterco. Tuttavia, osservazioni più dettagliate hanno rivelato che gli scarabei stercorari mostrano un comportamento competitivo piuttosto che cooperativo. Durante la stagione di maggiore attività, prevalentemente in primavera, gli scarabei lavorano ininterrottamente per ore sulla pallottola di sterco e la trasportano nel luogo scelto per la consumazione. Tuttavia, il trasporto può essere difficoltoso e alcuni esemplari possono rinunciare. In questi casi, è comune osservare un altro scarabeo che interviene e sembra aiutare il primo a spostare la pallottola. Questo comportamento non è motivato da legami sociali, ma piuttosto dalla competizione per la risorsa. Infatti, questi incontri spesso si risolvono con una lotta per la pallottola di sterco, e il vincitore si allontana con il bottino per consumarlo altrove, mentre l'altro esemplare dovrà cercare o creare una nuova pallottola.

## Gli scarabei stercorari nella cultura

### Nell'antichità
Nella favola di Esopo Lo scarabeo e l'aquila, l'aquila uccide una lepre nonostante le preghiere dello scarabeo di risparmiarla. Per vendetta, lo scarabeo distrugge due volte le uova dell'aquila. L'aquila, disperata, vola da Zeus e depone le sue ultime uova sul grembo del dio. Lo scarabeo, tuttavia, si ricopre di sterco e vola in faccia a Zeus; disturbato dalla spiacevole visione, il dio lascia inavvertitamente cadere le uova. Incapace di ricondurre i due litiganti alla pace, Zeus decide infine di cambiare la stagione dell'accoppiamento delle aquile, in modo che questa abbia luogo in un periodo dell'anno in cui non ci sono scarabei.
Aristofane allude alla favola di Esopo nella sua commedia La Pace, in cui il protagonista vola sull'Olimpo a cavallo di uno scarabeo stercorario gigante.

### Nella cultura moderna
- Nel racconto La metamorfosi di Franz Kafka, il protagonista Gregor Samsa si trasforma in un qualche tipo di insetto (non precisato). Secondo Vladimir Nabokov, da diversi elementi si potrebbe dedurre che si tratti di uno scarabeo stercorario (nel testo, una cameriera chiama Samsa in questo modo).
- Alcuni scarabei stercorari, quasi antropomorfi, di colore rosso e dimensioni maggiori, appaiono nel videogioco "Conker's Bad Fur Day" e vivono in una terra fatta interamente di escrementi.
- Nel videogioco The Legend of Zelda: Skyward Sword è possibile catturare insetti. Tra di essi anche scarabei stercorari di colore viola, chiamati magmorari.
- Viene menzionato in uno sketch comico tratto dai "corti" di Aldo, Giovanni e Giacomo e viene usato molto spesso come esempio dal comico Natalino Balasso, che lo definisce "ruzzolamerde".[5][6]
- Nel cartoneanimato Ape Maia, uno dei personaggi principali è proprio uno Scarabeo stercorario di nome Kurt.